# ماهی چشم‌آبی شیشه‌ای
ماهی چشم‌آبی شیشه‌ای (نام علمی: Kiunga ballochi) نام یک گونه از سرده ماهی‌های چشم‌آبی پاپوآ است.